# 議会担当秘書官 (イギリス)
議会担当秘書官（ぎかいたんとうひしょかん、Parliamentary Private Secretary、略称：PPS）は、イギリスやニュージーランドにおいて、上級大臣、ないし影の内閣の「大臣」によって国会議員から指名され、大臣と他の国会議員たちとの間の連絡役となる役職。この役職は、大臣に準じる職のひとつで各省庁から俸給が支給される政務次官（日本の政務官に相当する）よりも低く位置づけられている。
日本語では、「政務秘書官」の訳語が宛てられることもある。

## 議会担当秘書官の責務と権限
議会担当秘書官 (PPS) には、議員としての歳費のほかには何らの給金も与えられないが、特に要職についていない一般議員たちの見解を政府が把握することを手助けする。PPSは、イギリス政府の大臣規範 (Ministerial Code) に定められた制約に従わなければならない。
PPSは、特別委員会 (Select Committee) に出席することが認められているが、「政府に対して批判的であったり、困惑を引き起こすような勧告に関与すること (associating themselves with recommendations critical of, or embarrassing to the Government)」は避けなければならず、担当する省庁に関する事項について発言したり、質問してはならないものとされている。特に、コミュニティ・地方自治省のPPSは、計画策定過程や、個別の計画の検討などに関わることを禁じられている。
PPSは、政府の一員ではなく、そのような誤解を避けるべくあらゆる努力が払われている。PPSは、一般の国会議員として処遇される。しかし、大臣と密接な信頼関係にあるPPSには、様々な義務が課されている。情報漏洩に関してPPSが守るべきガイドラインは厳格なものである。
大臣は、自らPPSを選ぶことができるが、ひとりひとりの候補者について、首相からの書面による同意を得なければならず、また、院内幹事長 (Chief Whip) の助言を得るという手続きが伝統的にとられている。
PPSは、いわゆる「雇われ票 (payroll vote)」の一部として、すべての分野で政府提案に沿って投票することが当然とされており、また、連帯責任という意味では政府構成員同等と見なされる。同様に、PPSは、いかなる特別な政策に関しても、それに関して何らかの代表権限を持つように思われてはならない。
正式に各省庁の業務に就く場合には、PPSも、政府の正式な構成員と同じように、旅費などの経費を政府の資金から支弁される。このため、PPSは、無給の助言者の立場にある者としては例外的に、職務上発生する費用の弁済を受ける唯一の役職となっている。
PPSは、何らかの行事において大臣の代行を担うことが認められており、大臣が欠席を余儀なくされた場合に、この代行となり得る者たちの末席に位置づけられている。PPSによる大臣の代行は例外的な状況でしか起こり得ないことであり、また、事後に大臣によって追認を受けなければならない。もし、このような事態が海外で発生したときには、代行について首相の同意が必要とされる。
制度上は政府の構成員とはされないものの、PPSは内閣の連帯責任 (Cabinet collective responsibility) の一端を担うものとされており、このため政府の政策に反する発言をした場合には、この役職を辞任しなければならない。

## 国会議員の経歴における位置づけ
PPSは、将来自ら大臣になることを目指す多くの国会議員にとって、その出世への第一歩となる役職と考えられている。スタンフォード大学の政治学教授フィリップ・W・バック (Philip W. Buck) は、次のように述べている。
「1918年以降に庶民院に初めて議席を得た国会議員で、1918年から1955年までの間に何らかの大臣の地位を得た者のうち、10分の9は、各省や内閣において大臣に至る道程の第一歩を、議会担当秘書官ないしは政務次官として踏み出していた...。フロントベンチへの道がこのふたつの役職から始まることは明白である。」
デーヴィッド・キャメロン首相のPPSであったデズモンド・スウェイン (Desmond Swayne) が関わった、電子メールによる党内事情の漏洩について、サースク・アンド・モルトン選挙区 (Thirsk and Malton) の労働党支部のブログは、次のように述べている。
「議会担当秘書官 (PPS) は、感謝されることがない仕事である。せっかく国会議員にまで昇り詰めたのに、政府の要職に就こうという野心がある者たちは、再び汗をかいて鞄持ちをしなければならないのだ。もちろん、PPSに求められる仕事は鞄持ちよりは少しましで、目となり耳となって、ウェストミンスターのバーやカフェで自分の仕事ぶりに就いて人々が語っているうわさ話を、ボスに伝えなければならないのだ。